# Nodaria cinerealis
Nodaria cinerealis är en fjärilsart som beskrevs av Walker 1865. Nodaria cinerealis ingår i släktet Nodaria och familjen nattflyn. Inga underarter finns listade i Catalogue of Life.